# تناجر مبقع
تناجر مبقع (الاسم العلمي: Tangara guttata)، هو نوع من الطيور يتبع فصيلة التناجر ضمن رتبة العصفوريات.